# Ripieno
Ripieno («рипье́но», или «рипие́но», итал. букв. «наполненный», «набитый до отказа»), в нотных партитурах западноевропейского барокко и классицизма, обычно в форме con ripieno или in ripieno  — ремарка, указывающая на совместное звучание всего инструментального ансамбля или (редко) всего хора или хоровой группы (например, всех сопрано) — без участия музыкантов-солистов. 
Музыкант, не выполнявший в коллективном исполнении каких-либо сольных функций, именовался рипиени́стом (итал. ripienista). В практике concerto grosso ремарка senza ripieno (или senza ripieni) означала резкое уменьшение аккомпанирующих инструментов (но не полное их молчание, особенно группы basso continuo, обеспечивавшей гармонический фундамент целого) на всём протяжении действия ремарки, что делало звучание солирующих инструментов (так называемой группы concertino) динамически более рельефным.
Термин ripieno используется также как синоним «полнозвучного» органа (итал. organo pleno).